# Florimond Rooms
Georges Florimond Rooms  (ur. w 1894, zm. ?) – belgijski sztangista. Brązowy medalista olimpijski z Antwerpii.
Zawody w 1920 były jego jedynymi igrzyskami olimpijskimi. Zdobył wówczas srebrny medal w kategorii lekkiej (do 67,5 kg) z wynikiem 230 kilogramów w trójboju. Zwyciężył Alfred Neuland z Estonii, drugi był inny Belg Louis Williquet.